# Tribunal d'honneur (film)
Pour les articles homonymes, voir Tribunal d'honneur.
Pour plus de détails, voir Fiche technique et Distribution.
Tribunal d'honneur (russe : Суд чести) est un film soviétique réalisé par Abram Room, sur un scénario d'Alexandre Stein (en). Il a été tourné en 1948 dans les studios de Mosfilm et est sorti le 25 février 1949. Il a donné le coup d'envoi de la campagne antisémite Cosmopolite sans racine. Le film a été récompensé en 1949 par le prix Staline de 1re classe. Avec 15 200 000 spectateurs en URSS en 1949, il a occupé la 3e place pour le nombre des entrées.

## Contexte
Le film Tribunal d'honneur s'inscrit dans le cadre de la campagne idéologique de lutte contre le cosmopolitisme, à caractère antisémite, engagée en URSS par Staline à la fin des années 1940. Le sujet du film fait référence au Tribunal d'honneur réuni contre deux scientifiques soviétiques, Nina Kliouieva (ru), membre correspondante de l'Académie des sciences médicales de l'URSS (ru), et le professeur Grigori Roskine (ru), qui avaient mis au point un médicament contre le cancer, ainsi qu'à la mise en accusation, dans des circonstances comparables, du président de l'Académie des sciences de Biélorussie, le généticien Anton Jebrak (ru).
Alexandre Stein a tiré son scénario de sa pièce (ru) Закон чести (La loi de l'honneur), que le Politburo du Parti communiste de l'Union soviétique avait recommandé de porter à l'écran en juin 1948. Dans sa présentation, il est mentionné que le film « est consacré à la lutte contre les manifestations d'une admiration médiocre de la science bourgeoise, à l'inculcation d'un sentiment du devoir social élevé et du dévouement envers les intérêts de l'État soviétique, et aux qualités nationales des citoyens soviétiques ».
À la sortie du film, le 25 février 1949, une critique élogieuse de la maîtrise et de la qualité du scénario parut dans la Pravda.
La sortie du film à l'écran fut le coup d'envoi de la campagne Cosmopolite sans racine.

## Synopsis
Deux biochimistes soviétiques, le professeur Lossev et Dobrotvorski font une découverte scientifique permettant de lutte avec efficacité contre la douleur. Lors d'une mission scientifique aux États-unis, ils partagent les résultats de leur recherche avec des collègues américains, qui se révèlent être hommes d'affaires et espions, et y publient dans un article le travail, encore confidentiel, de leur équipe de recherche.
A leur retour, les scientifiques sont l'objet de critiques. Ils soutiennent cependant que « la science n'a pas de frontière » et qu'elle doit appartenir à toute l'humanité. Dobrotvorski est catégoriquement condamné par sa femme, indignée par cette « immaturité idéaliste ».
Les scientifiques sont alors poursuivis pour cosmopolitisme et sanctionnés par un tribunal d'honneur. Dobrotvorski se repent de sa conduite.

## Fiche technique
- Titre original :  Суд чести 
  - français : Tribunal d'honneur
  - anglais : The Court of Honor
  - finnois : Kunnian laki
  - hongrois : Becsületbíróság
  - polonais : Sad honorowy
- Réalisation : Abram Room
- Scénario : Alexandre Stein
- Décors : Mikhaïl Bogdanov, Piotr Kisselev
- Photographie : Aleksandr Galperine
- Son : Vladimir Bogdankevitch
- Musique : Lev Chvarts
- Société(s) de production : Mosfilm
- Pays d'origine :  Union soviétique
- Langue originale : russe
- Format : noir et blanc, mono
- Genre : Drame, Film historique
- Durée : 100 minutes
- Dates de sortie :
  - URSS : 25 février 1949
  - Finlande : 28 octobre 1949
  - Hongrie : 13 avril 1950

## Distribution
- Boris Tchirkov : Andreï Ivanovtch Vereïski, académicien
- Antonina Maksimova (ru) : Olga Vereïskaïa, dozent, fille de l'académicien
- Evgueni Samoïlov : Nikolaï, scientifique, mari d'Olga Vereïskaïa
- Nikolaï Annenkov (ru) : Alekseï Alekseïevitch, professeur
- Olga Jiznieva : Tatania Aleksandrovna Dobrovorskaïa, docteur, femme du professeur
- Nikolaï Svobodine (ru) : Professeur Sergueï Fiodorovitch Lossev
- Lidia Soukharevskaïa (ru) : Nina Ivanovna, femme du professeur Lossev
- Vassili Makarov : Kirrilov, dozent
- Ivan Pereverzev : Ivan Ivanovitch Petrenko, scientifique, bras droit de Dobrotvorski, directeur du département clinique
- Vladimir Lioubimov (ru) : Kirill Pavlovitch Kourtchatov, vice-ministre de la santé
- Vladimir Marouta (ru) : Grounintski
- Vladimir Vladislavski (ru) : Iouri Denissovitch Lisarevski, académicien
- Konstantin Khokhlov : président du tribunal d'honneur
- Maxime Schtrauch : Alexsandr Aleksandrovitch, président de la commission juridique
- Nina Chaternikova (ru) : Pouchkova, dactylo de l'institut de médecine expérimentale
- Gueorgui Tchernovolenko (ru) : Wood, américain
- Arkadi Tsinman (ru) : Wilby, américain
- Semion Mejinski (ru) : Carter, grand scientifique américain

## Récompenses
- Prix Staline de 1re classe (1949)